# Jean-André Barrailh
Jean-André Barrailh (* 13. April 1672 in Monclar (Lot-et-Garonne), Frankreich; † 25. August 1762 in Paris, Frankreich) war ein französischer Marineoffizier während der Herrschaft von König Louis XV. Trotz seiner bürgerlichen Herkunft beendete er seine Karriere als Vice-amiral de France und Kommandeur der Flotte du Levant.

## Biografie

### Herkunft und Familie
Jean-André Barrailhs Eltern waren Jean de Barrailh, der von 1661 bis 1693 die Funktion eines Juge Seigneurial (Richter) in Monclar bekleidete und Jeanne Glory. Die Familie stammte ursprünglich aus dem Bürgertum des Département Lot-et-Garonne.
Die Freundschaft seines Bruders zu Antonin Nompar de Caumont, Herzog von Lauzun, und dessen Frau Anne Marie Louise d’Orléans, Herzogin von Montpensier, ermöglichte Barrailh 1689 den Eintritt in die französische Marine, obwohl die Offizierslaufbahn zu dieser Zeit nur Aristokraten offenstand. Möglicherweise war Barrailh auch anwesend, als ein Schiff des Herzogs von Lauzun die Queen Consort von England und Irland und ihren Sohn, den bisherigen Thronfolger, vor der Glorious Revolution nach Frankreich in Sicherheit brachte.

### Karriere in der königlichen Marine
Am 1. März 1689, in der frühen Phase des Pfälzischen Erbfolgekrieges, trat Barrailh als Gardemarin in Toulon in den Dienst der Marine. Im Jahr 1689 diente er auf der Le Solide, 1690 auf der L’Éole und 1691 auf der Le Fidèle.
Am 1. Januar 1692 wurde er Fähnrich und nahm im Mai unter Tourville an der Seeschlacht von Barfleur teil. Am 17. Mai 1692 wurde er jedoch aus seinem Dienstgrad entfernt, weil er angeblich einen Bewohner von Leninoy in Brest aus Niedertracht getötet hatte. Allerdings wurde er am 28. Mai 1693 wieder in seinen Rang eingesetzt.

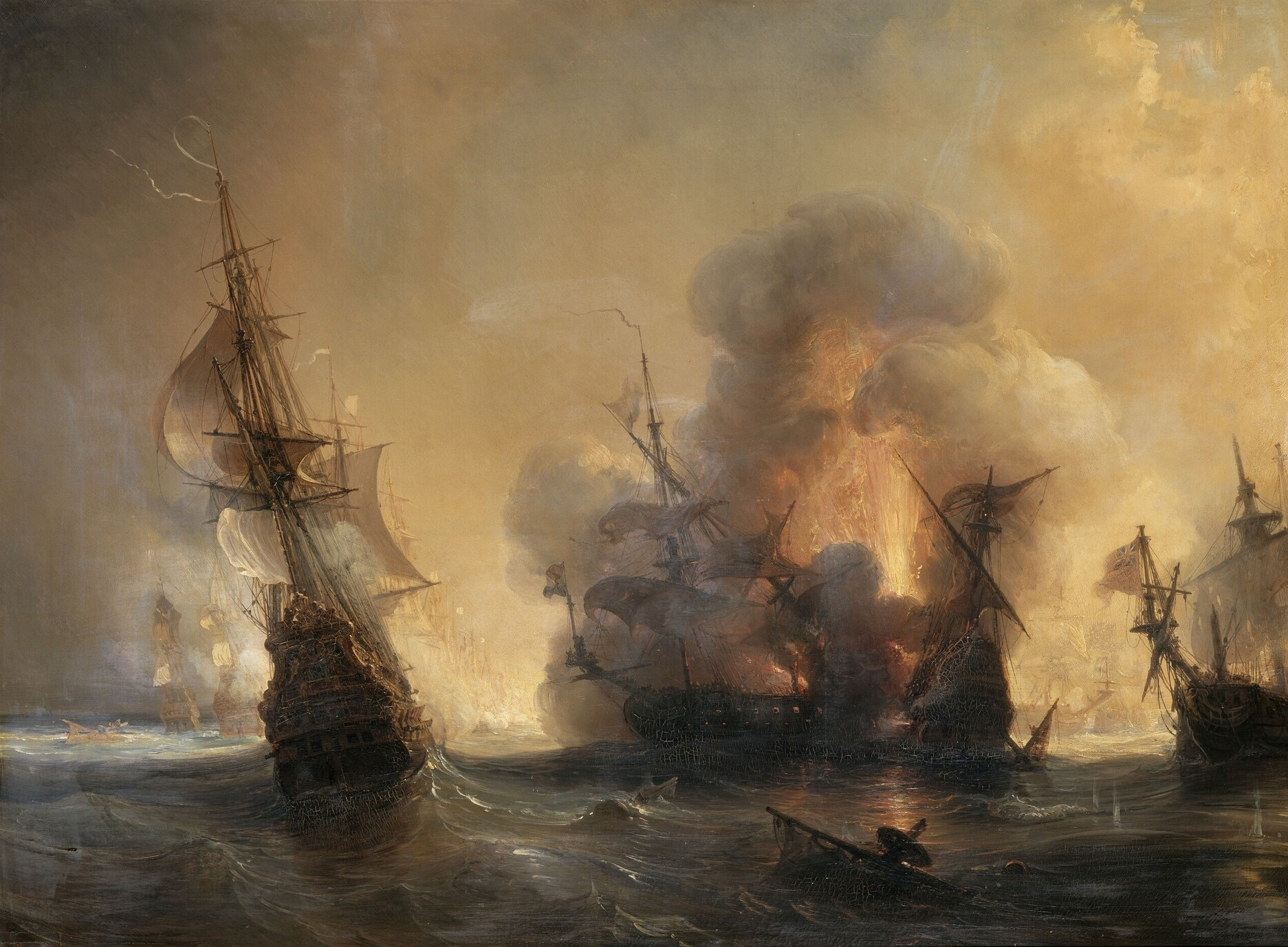
La Bataille de Lagos, 27 juin 1693. Öl-Gemälde von Jean Antoine Théodore Gudin (19. Jahrhundert).

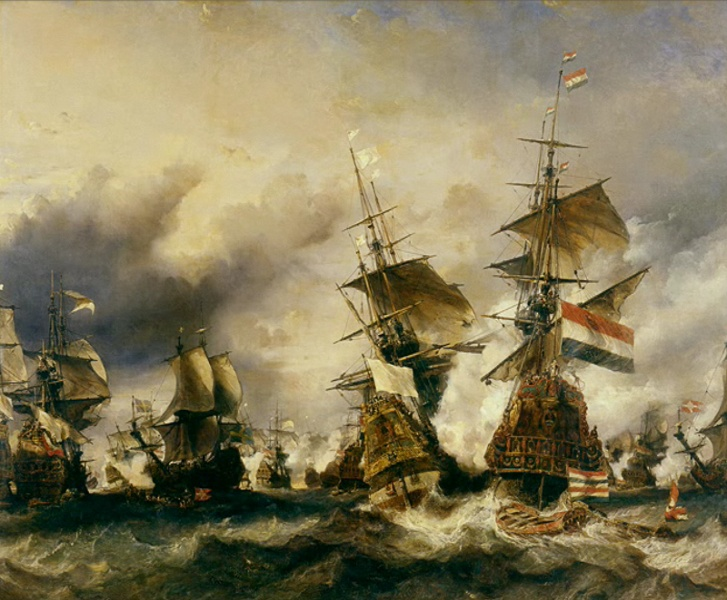
La Bataille du Texel, 29 juin 1694. Öl-Gemälde von Eugène Isabey (19. Jahrhundert). Musée de la Marine.

1693 diente er abwechselnd auf der Le Jersey und auf der Le Mignon im Geschwader von Tourville. Unter dessen Kommando diente Barrailh auch in der Seeschlacht bei Lagos, bei dem es den französischen Einheiten gelang, einen Großteil des englisch-niederländischen Smyrna-Konvois zu vernichten. Später in 1693 schloss sich Barrailh Jean Bart an, um vor der Küste Norwegens einen Getreidekonvoi in das von einer Hungersnot heimgesuchte Frankreich zu begleiten. Der Konvoi war allerdings vorher bereits von acht holländischen Kriegsschiffen unter dem Kommando des Konteradmirals Hidde Sjoerds de Vries gekapert worden und musste von Bart in der Seeschlacht von Texel am 29. Juni 1694 zunächst zurückerobert werden. Dies gelang trotz der zahlenmäßigen Unterlegenheit und der Konvoi konnte nach Frankreich geführt werden. Barrailh wurde in der Schlacht verwundet.
Im September desselben Jahres blockierte die Royal Navy den Hafen von Dünkirchen. Der britische Plan sah vor, die Molenköpfe in Brand zu setzen und die Hafeneinfahrt unpassierbar zu machen. Dazu zogen die Briten eine große Anzahl von Bombardiergaleoten und sog. infernal machines (deutsch wörtlich: Höllenmaschinen, bzw. Brander) zusammen. Jean Bart, der erneut das Kommando führte, versuchte, die gegen die Molen laufenden Schiffe zu bekämpfen oder vom Kurs abzubringen. Dazu hatte er sechs größere Boote und elf Schaluppen zur Verfügung, von denen eine von Barrailh befehligt wurde. De Barrailh schrieb einen Bericht über seinem Anteil an der Verteidigung, der durch den von M. Malo veröffentlichten Bericht des Marschalls de Villeroy bestätigt und ergänzt wurde. Er schrieb unter anderem:

« En 1694, je commandai une chaloupe au bombardement de Dunkerque, avec laquelle j’abordai la troisième machine, toute en feu, que les ennemis envoyèrent sur le fort des jetées et ne la quittai qu’après l’avoir fait échouer. Les deux premières avaient sauté par le feu du canon du fort de l’Espérance, le plus avancé de la rade (commandé par de Pontac). Je fus aussi le seul, le lendemain, qui donnai chasse aux chaloupes, que les ennemis avaient employées pour secourir un des vaisseaux qui avaient soutenu les galiotes pendant le bombardement, et qui s’était échoué sur le banc qui forme la rade. »

„1694 befehligte ich eine Schaluppe bei der Beschießung von Dünkirchen, mit der ich den dritten Brander angriff, den die Feinde auf das Fort des Jetées schickten, und ließ erst von ihm ab, als ich das Schiff unschädlich gemacht hatte. Die ersten beiden Brander waren durch das Kanonenfeuer des Forts de l’Espérance, dem vordersten Fort auf der Reede (unter dem Kommando von de Pontac), vernichtet worden. Ich war auch derjenige, der am nächsten Tag die Schaluppen vertrieb, die die Feinde eingesetzt hatten, um eines der Schiffe zu retten, das die Galeoten während des Bombardements unterstützt hatte und das auf der Sandbank, die die Reede bildet, gestrandet war.“

Im Oktober 1694 brach Barrailh mit Jean Barts Geschwader erneut auf, um einen Konvoi mit Weizen beladener Schiffen nach Frankreich zu führen. 1695 war er wiederum bei der Verteidigung von Dünkirchen eingesetzt. 1696 war Barrailh als enseigne en second auf der von Vincent de Salaberry de Benneville kommandierten Le Comte eingesetzt.
1697 begleitete er Jean Bart erneut als Teil eines Geschwaders aus fünf Fregatten und drei Korvetten, um den Prinzen de Conti nach Polen zu bringen, wo dieser zum König gekrönt werden sollte. Barrailh hatte hierbei das Kommando über die Korvette La Flèche. Das Geschwader gelangte trotz der britischen Blockade bis Kopenhagen. La Flèche hatte allerdings Pech, so wurde das Schiff zunächst von einer holländischen Pinasse mit 30 kanonen in ein Gefecht verwickelt, wobei 15 Besatzungsmitglieder getötet wurden, dann geriet das Schiff in einen Sturm vor der Doggerbank und flüchtete in die Masasmündung, wo es von einer britischen Fregatte aufgebracht wurde. Barailh wurde festgehalten und die Mannschaft nach Rotterdam geschickt.
1700 war Barrailh in Rochefort als Kapitän der L’Éveillé wieder in Diensten der französischen Marine.
In der Folge war er auf verschiedenen Kriegsschauplätzen eingesetzt und diente unter anderem in der Ostsee, wo er im Polnischen Thronfolgekrieg die Interessen von Stanislaus I. Leszczyński unterstützte. Später stand er auch in Diensten von Henry Benedict Stuart, dem Bruder des Prätendenten Charles Edward Stuart, auch Bonnie Prince Charlie genannt.
1741 wurde er zum Chef d’escadre des armées navales und 1750 zum Lieutenant-général (Vizeadmiral) befördert.
Verärgert über die lange Zeitspanne bis zu diesen Beförderungen schrieb Barrailh 1753:

« Je fus sacrifié au ressentiment qu’on avait pour mon protecteur. »

„Ich wurde Opfer des Ressentiments, das man für meinen Beschützer hatte.“

Barrailh spielt hier auf Lauzun an, den er aber nicht namentlich nennt. Dieser war im Herbst 1689 einer der Oberbefehlshaber des im März 1689 begonnenen Feldzuges (Williamites War – deutsch: Krieg der zwei Könige) von Jakob II. gegen Wilhelm von Oranien in Irland eingesetzt gewesen und war nach der Niederlage in der Schlacht am Boyne sehr ungnädig in Frankreich aufgenommen worden.
Am 15. August 1753 wurde Barrailh schließlich doch noch zum Vice-amiral de France und Kommandeur der Flotte du Levant ernannt, als Nachfolger des im selben Jahr verstorbenen Pierre de Blouet de Camilly. Weiterhin erhielt er das Großkreuz des Ordre royal et militaire de Saint-Louis.
Er starb am 25. August 1762 in Paris im Alter von 91 Jahren, von denen er 72 Jahre in der französischen Marine gedient hatte.